# Brangues
Brangues és un municipi francès situat al departament de la Isèra i a la regió d'Alvèrnia-Roine-Alps. L'any 2007 tenia 566 habitants.

## Demografia

### Població
El 2007 la població de fet de Brangues era de 566 persones. Hi havia 212 famílies de les quals 48 eren unipersonals (24 homes vivint sols i 24 dones vivint soles), 60 parelles sense fills, 88 parelles amb fills i 16 famílies monoparentals amb fills.
La població ha evolucionat segons el següent gràfic:
Habitants censats

### Habitatges
El 2007 hi havia 273 habitatges, 214 eren l'habitatge principal de la família, 36 eren segones residències i 23 estaven desocupats. 264 eren cases i 9 eren apartaments. Dels 214 habitatges principals, 183 estaven ocupats pels seus propietaris, 26 estaven llogats i ocupats pels llogaters i 5 estaven cedits a títol gratuït; 5 tenien dues cambres, 20 en tenien tres, 64 en tenien quatre i 125 en tenien cinc o més. 170 habitatges disposaven pel capbaix d'una plaça de pàrquing. A 79 habitatges hi havia un automòbil i a 119 n'hi havia dos o més.

### Piràmide de població
La piràmide de població per edats i sexe el 2009 era:
| Homes | Edats   | Dones |
| ----- | ------- | ----- |
| 0     | 95 o +  | 0     |
| 0     | 90 a 94 | 4     |
| 4     | 85 a 89 | 0     |
| 0     | 80 a 84 | 0     |
| 20    | 75 a 79 | 16    |
| 16    | 70 a 74 | 20    |
| 24    | 65 a 69 | 8     |
| 8     | 60 a 64 | 12    |
| 4     | 55 a 59 | 8     |
| 12    | 50 a 54 | 4     |
| 28    | 45 a 49 | 12    |
| 8     | 40 a 44 | 12    |
| 16    | 35 a 39 | 4     |
| 40    | 30 a 34 | 28    |
| 8     | 25 a 29 | 4     |
| 24    | 20 a 24 | 12    |
| 24    | 15 a 19 | 20    |
| 12    | 10 a 14 | 20    |
| 8     | 5 a 9   | 12    |
| 12    | 0 a 4   | 32    |

## Economia
El 2007 la població en edat de treballar era de 344 persones, 254 eren actives i 90 eren inactives. De les 254 persones actives 227 estaven ocupades (133 homes i 94 dones) i 27 estaven aturades (10 homes i 17 dones). De les 90 persones inactives 36 estaven jubilades, 25 estaven estudiant i 29 estaven classificades com a «altres inactius».

### Ingressos
El 2009 a Brangues hi havia 219 unitats fiscals que integraven 567 persones, la mediana anual d'ingressos fiscals per persona era de 17.076 €.

### Activitats econòmiques
Dels 16 establiments que hi havia el 2007, 1 era d'una empresa alimentària, 2 d'empreses de fabricació d'altres productes industrials, 2 d'empreses de construcció, 5 d'empreses de comerç i reparació d'automòbils, 3 d'empreses d'hostatgeria i restauració, 2 d'empreses de serveis i 1 d'una empresa classificada com a «altres activitats de serveis».
Dels 6 establiments de servei als particulars que hi havia el 2009, 1 era un taller de reparació d'automòbils i de material agrícola, 1 paleta, 1 guixaire pintor, 1 perruqueria i 2 restaurants.
Dels 2 establiments comercials que hi havia el 2009, 1 era una botiga de menys de 120 m² i 1 una fleca.
L'any 2000 a Brangues hi havia 16 explotacions agrícoles que ocupaven un total de 456 hectàrees.

## Equipaments sanitaris i escolars
El 2009 hi havia una escola elemental.

## Poblacions més properes
El següent diagrama mostra les poblacions més properes.